# To the Earth
To the Earth es un juego de disparos para la Nintendo Entertainment System. Fue lanzado en noviembre de 1989 en América del Norte y en febrero de 1990 en Europa. Utiliza la NES Zapper para destruir naves y conseguir mejoras de armamento. El juego requiere reflejos rápidos y buena puntería debido a que los enemigos son muy ágiles y difíciles de destruir.

## Gameplay
El objetivo del juego es destruir las aeronaves enemigas, bombas, misiles, asteroides, etc., sin destruir naves amistosas. Debido a la gran velocidad de las naves enemigas y asteroides, el juego está considerado como uno de los más desafiantes de la librería del NES Zapper. El escudo de la nave que los jugadores controlan baja cada vez que el jugador falla un disparo. Los jugadores también pueden utilizar una potente bomba para destruir todo lo que esté en pantalla, disparar a un cometa que otorga protección por un número limitado de golpes, así como coger un elemento que repara el escudo, el cual es proveído por una nave amistosa. El jugador debe combatir un jefe al final de cada nivel, cada vez que el jugador avanza a través del sistema solar. Cuando el jugador logra llegar a la Tierra, éste debe destruir al jefe final, quien es un extraterrestre de nombre Nemesis. El objetivo es recuperar una medicina y entregársela a la Tierra, impidiendo a Nemesis pasar a través de la atmósfera del planeta.

## Recepción
El juego sólo recibió unas cuantas críticas en su lanzamiento, buenas y malas. La publicación alemana Power Play dio al juego un 36 de 100 cuando fue valorado en 1990.